# Horus zonatus
Horus zonatus es una especie de arácnido del orden Pseudoscorpionida de la familia Olpiidae.

## Distribución geográfica
Se encuentra en  el sur de África y Zimbabue.